# Sanghamitta
Sanghamitta, född 282 f.Kr., död 203 f.Kr., var en indisk prinsessa och buddhistisk nunna. Hon var dotter till kejsar Ashoka och Vedisa-Mahadevi Sakyakumari, och syster till Mahinda. Hon begav sig tillsammans med sin bror till Sri Lanka, som i samband med deras missionsresa övergick till buddhismen, och introducerade den buddhistiska nunneorden till ön. 